# アウトバーン 7
アウトバーン 7（ドイツ語: Bundesautobahn 7, BAB 7 または A 7）はドイツの高速道路、アウトバーンの一路線である。

## 概要
北のデンマーク国境、フレンスブルク付近から南のオーストリア国境、フュッセン付近まで、962 kmの路線を持つ主要道路である。ドイツ全国をその最北端付近から最南端付近まで縦断し、ドイツの最も長いアウトバーン路線である。デンマークとの国境で起点を置き、シュレースヴィヒ＝ホルシュタイン州、ハンブルク州、ニーダーザクセン州、ヘッセン州、バイエルン州およびバーデン＝ヴュルテンベルク州を経由している。バイエルン州とバーデン＝ヴュルテンベルク州の場合、両州の州境に沿い、それを複数回通過する。
ハンブルク付近でA1と交差し、ニーダーザクセン州の州都ハノーファーに行く。そこの付近で最も重要な東西横断路線の一つであるA2と交差し、同州南部の主要都市のヒルデスハイムとゲッティンゲンを経由した後、ヘッセン州北部に入る。そこでカッセルとフルダを経由して、バイエルン州に入り、ヘッセン州南部にあるライン・マイン都市圏をその東側に迂回する。カッセルとフルダの間にキルヒハイムJCTとハッテンバッハJCTでA4の東部区間の起点とA5の起点とつながる。ヴュルツブルク付近でA3と、フォイヒトヴァンゲン付近でA6と、ウルム付近でA8と交差する。これによってA7と交差点を持っていない唯一の一桁ナンバーのアウトバーン路線はA9である。
路線の最南部は主要な観光地域の一つであるアルゴイ地方を縦断する。ノイシュヴァンシュタイン城があるフュッセンを経由し、この名勝の最寄りのアウトバーン主要路線である。オーストリアでは、アウトバーンではなくて一般道路として続く（「フェルンパス峠道路」と称されるオーストリア州道B179号線）。

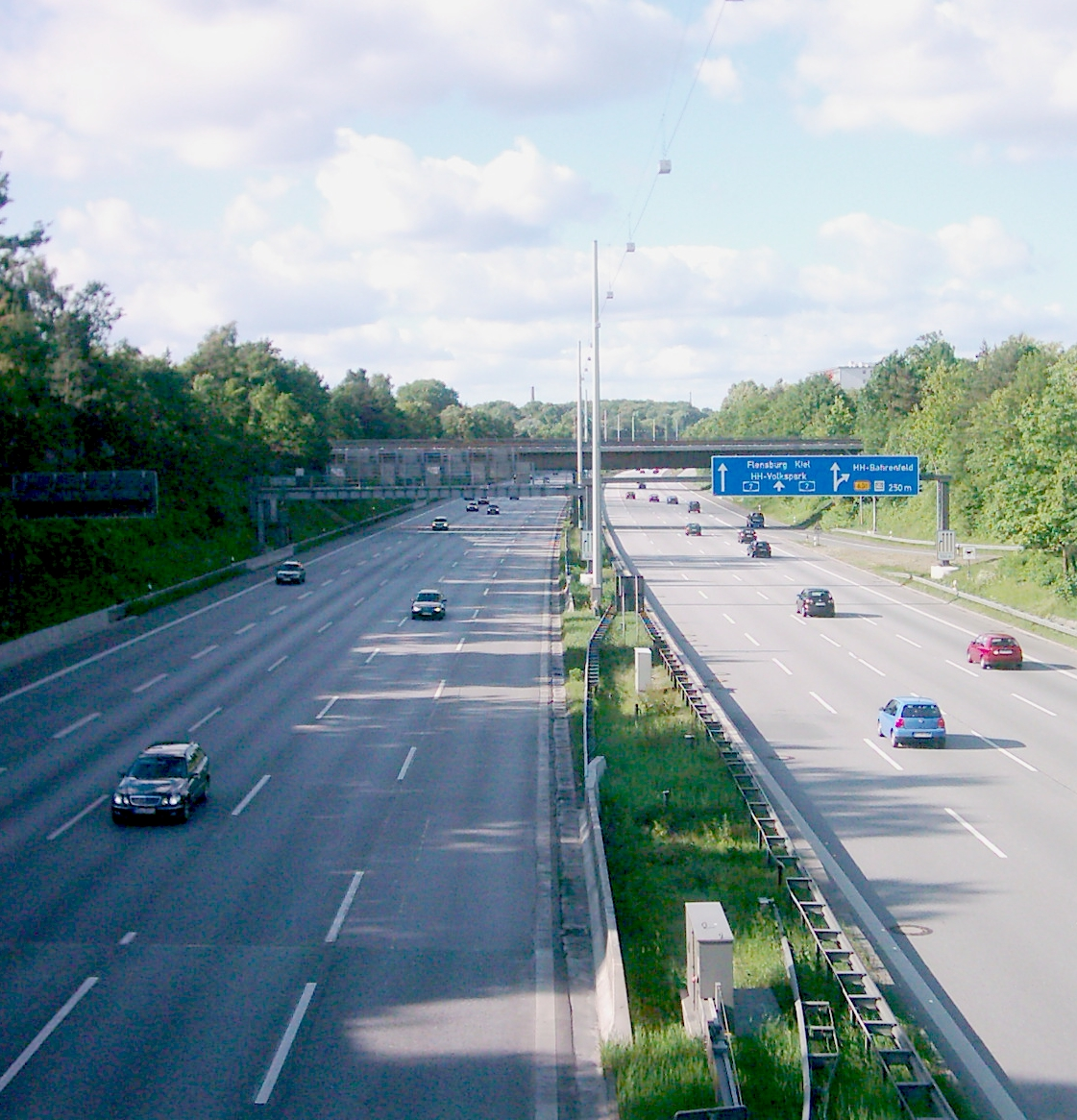
ハンブルク付近
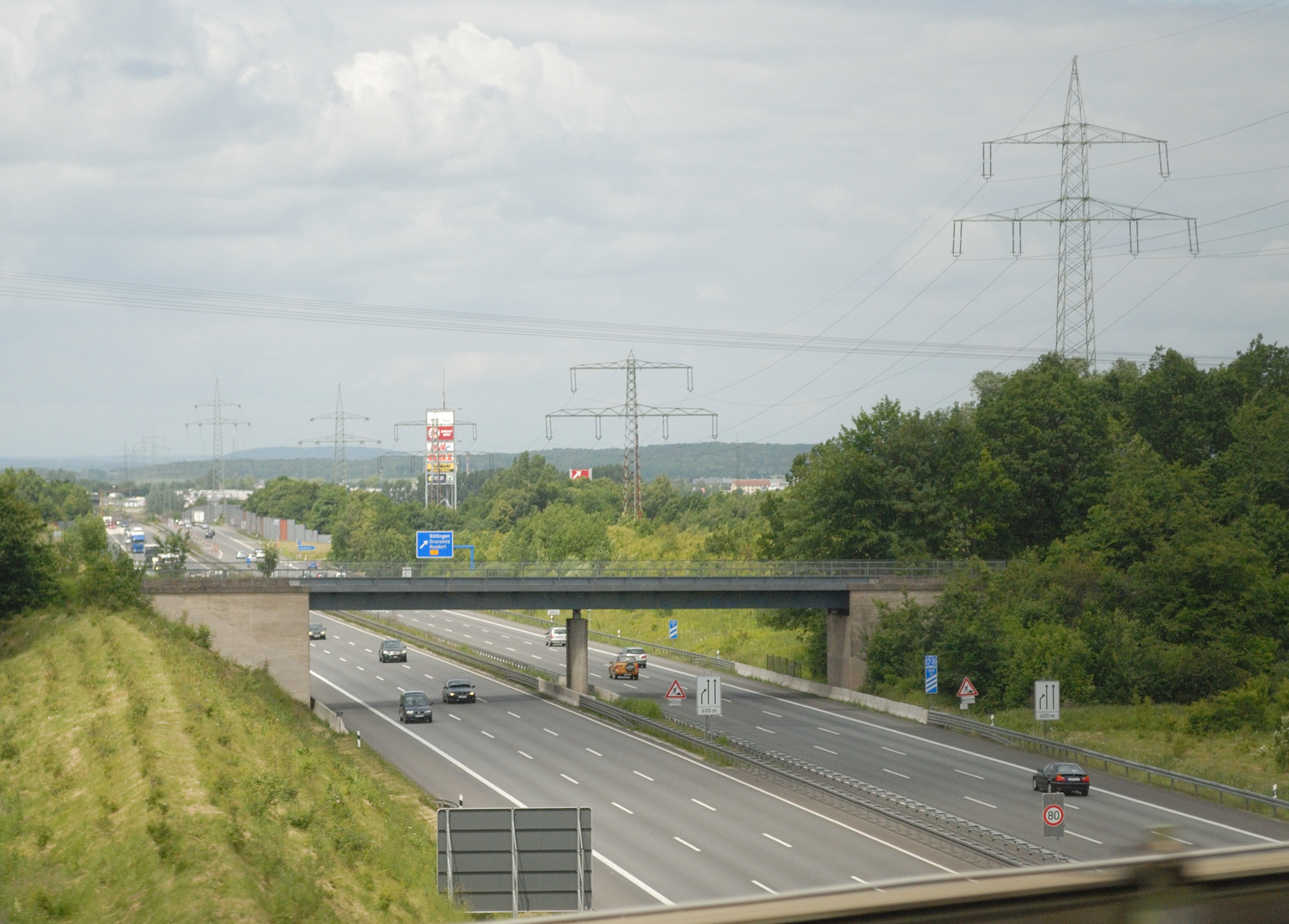
ゲッティンゲン付近
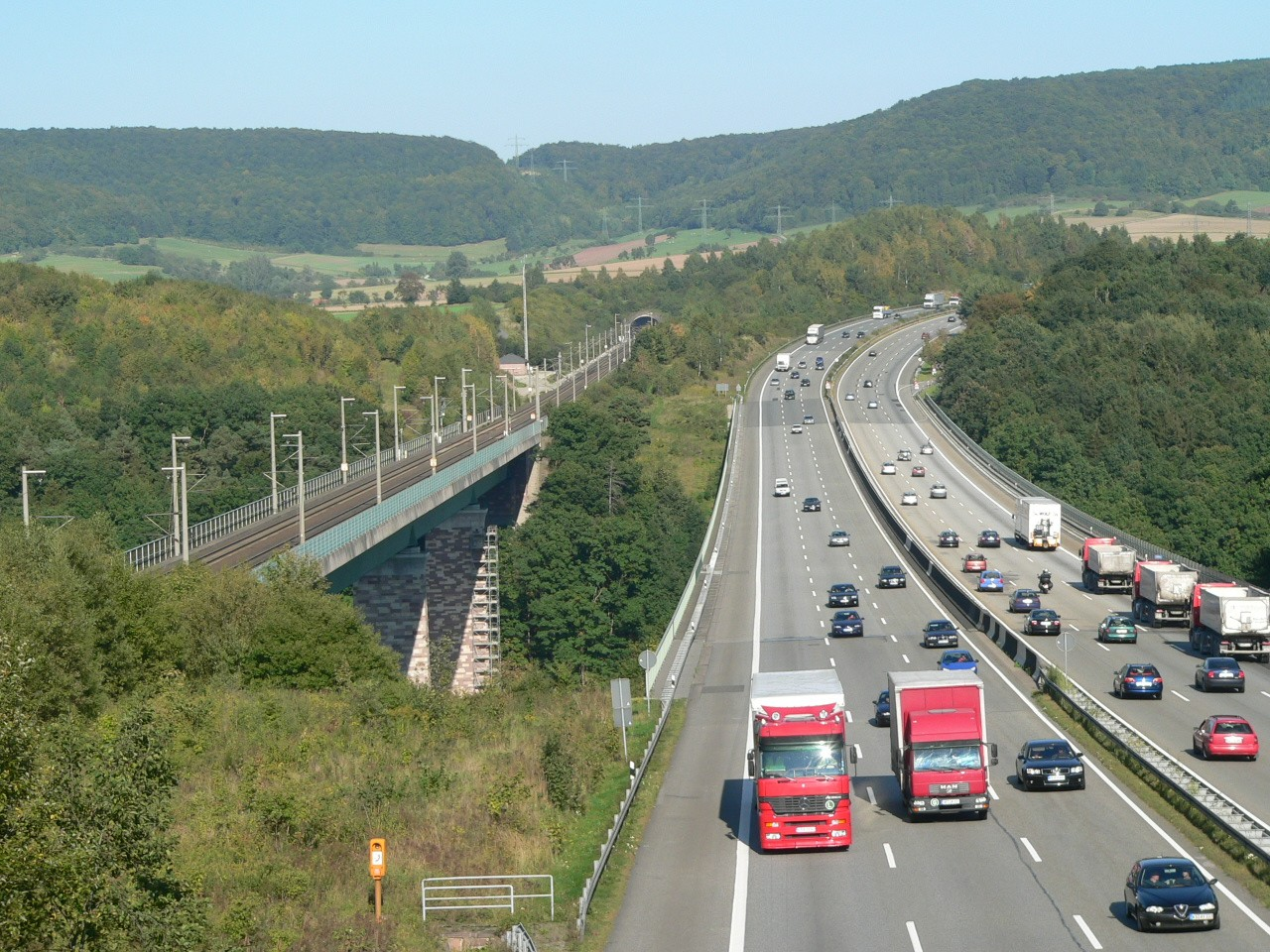
ニーダーザクセン州とヘッセン州の州境付近
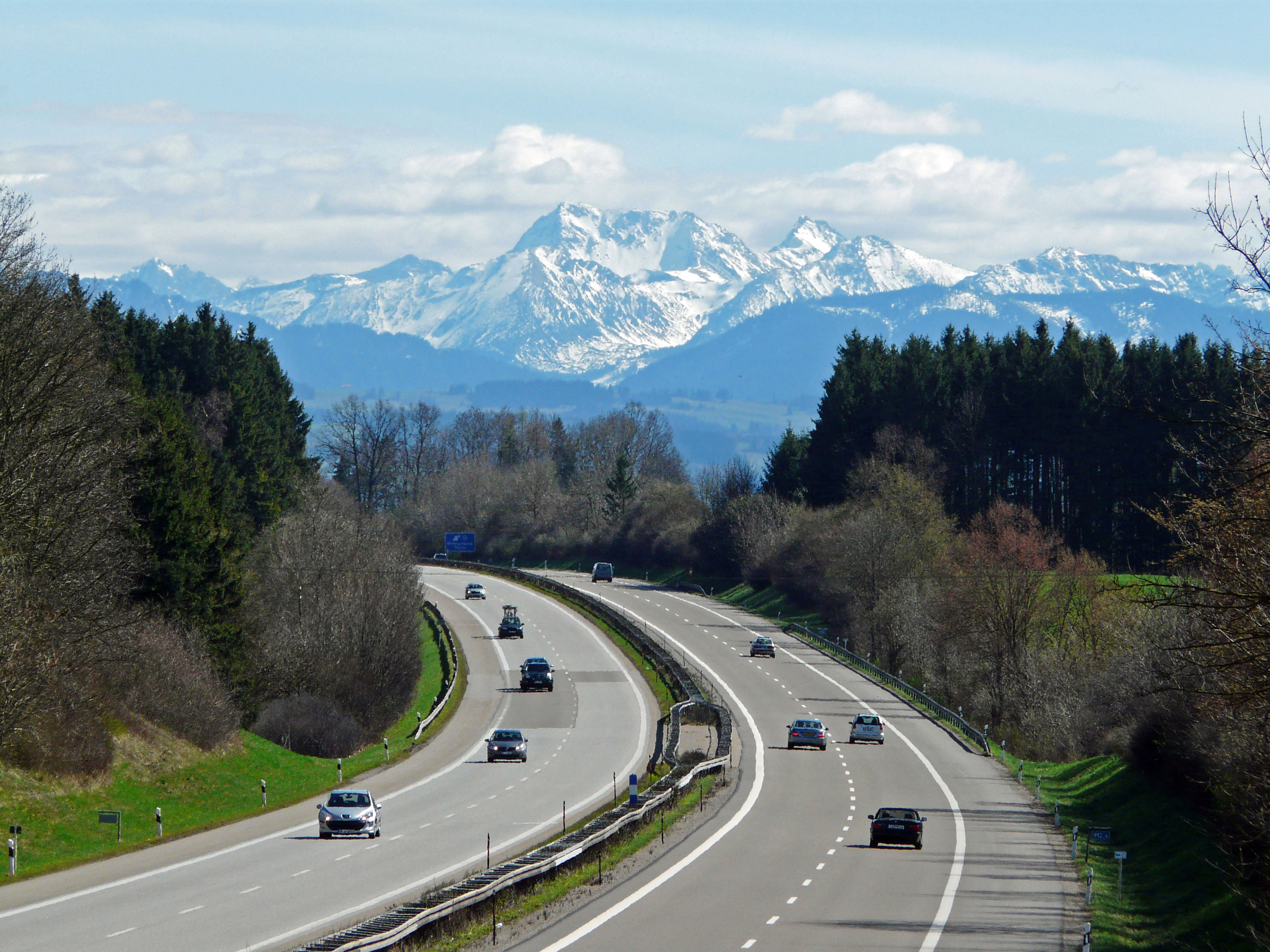
アルゴイ地方、ケンプテン付近

## 行程
- 計画段階の新規インターチェンジおよびジャンクションは含まれていない。
- 接続路線名の特記がないものは州道または郡道。

| アウトバーン 7の行程一覧表 | アウトバーン 7の行程一覧表                   | アウトバーン 7の行程一覧表                                                                | アウトバーン 7の行程一覧表      | アウトバーン 7の行程一覧表          |
| IC 番号                    | 施設名                                       | 施設名                                                                                    | 接続路線名                      | 州                                  |
| -------------------------- | -------------------------------------------- | ----------------------------------------------------------------------------------------- | ------------------------------- | ----------------------------------- |
| 1                          | 欧州連合内国境                               | エルント/フレスリウ国境通過点 Grenzübergang Ellund/Frøslev                                | オーベンロー方面                | シュレースヴィヒ＝ ホルシュタイン州 |
| 2                          | インターチェンジ                             | フレンスブルク/ハリスレー Flensburg / Harrislee                                           | 連邦道路199号線                 | シュレースヴィヒ＝ ホルシュタイン州 |
| 3                          | インターチェンジ                             | フレンスブルク Flensburg                                                                  | 連邦道路200号線                 | シュレースヴィヒ＝ ホルシュタイン州 |
| 4                          | インターチェンジ                             | タルプ Tarp                                                                               | --                              | シュレースヴィヒ＝ ホルシュタイン州 |
| 5                          | インターチェンジ                             | シュレースヴィヒ/シュービ Schleswig / Schuby                                              | 連邦道路201号線                 | シュレースヴィヒ＝ ホルシュタイン州 |
| 6                          | インターチェンジ                             | シュレースヴィヒ/ヤーゲル Schleswig / Jagel                                               | 連邦道路77号線                  | シュレースヴィヒ＝ ホルシュタイン州 |
| 7                          | インターチェンジ                             | オフシュラーク Owschlag                                                                   | --                              | シュレースヴィヒ＝ ホルシュタイン州 |
| 8                          | インターチェンジ                             | レンツブルク/ビューデルスドルフ Rendsburg / Büdelsdorf                                    | 連邦道路203号線                 | シュレースヴィヒ＝ ホルシュタイン州 |
| 9                          | ジャンクション                               | レンツブルク交差点 Kreuz Rendsburg                                                        | アウトバーン 210                | シュレースヴィヒ＝ ホルシュタイン州 |
| 10                         | インターチェンジ                             | ヴァルダー Warder                                                                         | --                              | シュレースヴィヒ＝ ホルシュタイン州 |
| 11                         | インターチェンジ                             | ボルデスホルム Bordesholm                                                                 | --                              | シュレースヴィヒ＝ ホルシュタイン州 |
| 12                         | ジャンクション                               | ボルデスホルム分岐点 Dreieck Bordesholm                                                   | アウトバーン 215                | シュレースヴィヒ＝ ホルシュタイン州 |
| 13                         | インターチェンジ                             | ノイミュンスター＝北 Neumünster-Nord                                                      | --                              | シュレースヴィヒ＝ ホルシュタイン州 |
| 14                         | インターチェンジ                             | ノイミュンスター＝中央 Neumünster-Mitte                                                   | 連邦道路430号線                 | シュレースヴィヒ＝ ホルシュタイン州 |
| 15                         | インターチェンジ                             | ノイミュンスター＝南 Neumünster-Süd                                                       | 連邦道路205号線                 | シュレースヴィヒ＝ ホルシュタイン州 |
| 16                         | インターチェンジ                             | グローセンアスペ Großenaspe                                                               | --                              | シュレースヴィヒ＝ ホルシュタイン州 |
| 17                         | インターチェンジ                             | バート・ブラームシュテット Bad Bramstedt                                                  | 連邦道路206号線                 | シュレースヴィヒ＝ ホルシュタイン州 |
| 18                         | インターチェンジ                             | カルテンキルヒェン Kaltenkirchen                                                          | --                              | シュレースヴィヒ＝ ホルシュタイン州 |
| 19                         | インターチェンジ                             | ヘンシュテット＝ウルツブルク Henstedt-Ulzburg                                             | --                              | シュレースヴィヒ＝ ホルシュタイン州 |
| 21                         | インターチェンジ                             | クヴィックボルン Quickborn                                                                | --                              | シュレースヴィヒ＝ ホルシュタイン州 |
| 23                         | インターチェンジ                             | ハンブルク＝シュネールゼン＝北 Hamburg-Schnelsen-Nord                                     | 連邦道路432号線                 | ハンブルク州                        |
| 24                         | インターチェンジ                             | ハンブルク＝シュネールゼン Hamburg-Schnelsen                                              | 連邦道路447号線                 | ハンブルク州                        |
| 25                         | ジャンクション                               | ハンブルク＝北西分岐点 Dreieck Hamburg-Nordwest                                           | アウトバーン 23                 | ハンブルク州                        |
| 26                         | インターチェンジ                             | ハンブルク＝シュテリンゲン Hamburg-Stellingen                                             | 連邦道路4号線 連邦道路5号線     | ハンブルク州                        |
| 27                         | インターチェンジ                             | ハンブルク＝フォルクスパルク Hamburg-Volkspark                                            | --                              | ハンブルク州                        |
| 28                         | インターチェンジ                             | ハンブルク＝バーレンフェルト Hamburg-Bahrenfeld                                           | 連邦道路431号線                 | ハンブルク州                        |
| 29                         | インターチェンジ                             | ハンブルク＝オートマルシェン Hamburg-Othmarschen                                          | --                              | ハンブルク州                        |
| 30                         | インターチェンジ                             | ハンブルク＝ヴァルタースホーフ Hamburg-Waltershof                                         | --                              | ハンブルク州                        |
| 31                         | インターチェンジ                             | ハンブルク＝ハウスブルッフ Hamburg-Hausbruch                                              | --                              | ハンブルク州                        |
| 32                         | インターチェンジ                             | ハンブルク＝ハイムフェルト Hamburg-Heimfeld                                               | 連邦道路73号線                  | ハンブルク州                        |
| 33                         | ジャンクション                               | ハンブルク＝南西分岐点 Dreieck Hamburg-Südwest                                            | アウトバーン 261                | ハンブルク州                        |
| 34                         | インターチェンジ                             | ハンブルク＝マルムストルフ Hamburg-Marmstorf                                              | 連邦道路75号線                  | ハンブルク州                        |
| 35                         | インターチェンジ                             | ゼーウェタール＝フレーシュテット Seevetal-Fleestedt                                       | 連邦道路4号線                   | ニーダーザクセン州                  |
| 36                         | ジャンクション                               | マシェン交差点 Maschener Kreuz                                                            | アウトバーン 1 アウトバーン 39  | ニーダーザクセン州                  |
| 37                         | ジャンクション                               | ホルスト分岐点 Horster Dreieck                                                            | アウトバーン 1                  | ニーダーザクセン州                  |
| 38                         | インターチェンジ                             | ゼーウェタール＝ラーメルスロー Seevetal-Ramelsloh                                         | --                              | ニーダーザクセン州                  |
| 39                         | インターチェンジ                             | ティースホーペ Thieshope                                                                  | --                              | ニーダーザクセン州                  |
| 40                         | インターチェンジ                             | ガルストフル Garlstorf                                                                    | --                              | ニーダーザクセン州                  |
| 41                         | インターチェンジ                             | エーゲストルフ Egestorf                                                                   | --                              | ニーダーザクセン州                  |
| 42                         | インターチェンジ                             | エーフェンドルフ Evendorf                                                                 | --                              | ニーダーザクセン州                  |
| 43                         | インターチェンジ                             | ビスピンゲン Bispingen                                                                    | --                              | ニーダーザクセン州                  |
| 43a                        | インターチェンジ                             | シュネヴェルディンゲン Schneverdingen                                                     | 連邦道路3号線                   | ニーダーザクセン州                  |
| 44                         | インターチェンジ                             | ゾルタウ＝東 Soltau-Ost                                                                   | 連邦道路71号線 連邦道路209号線  | ニーダーザクセン州                  |
| 45                         | インターチェンジ                             | ゾルタウ＝南 Soltau-Süd                                                                   | 連邦道路3号線                   | ニーダーザクセン州                  |
| 46                         | インターチェンジ                             | ドルフマルク Dorfmark                                                                     | 連邦道路440号線                 | ニーダーザクセン州                  |
| 47                         | インターチェンジ                             | バート・ファリングボステル Bad Fallingbostel                                              | 連邦道路209号線                 | ニーダーザクセン州                  |
| 48                         | ジャンクション                               | ヴァルスローデ分岐点 Dreieck Walsrode                                                     | アウトバーン 27                 | ニーダーザクセン州                  |
| 49                         | インターチェンジ                             | ヴェステンボルツ Westenholz                                                               | --                              | ニーダーザクセン州                  |
| 50                         | インターチェンジ                             | シュヴァルムシュテット Schwarmstedt                                                       | 連邦道路214号線                 | ニーダーザクセン州                  |
| 51                         | インターチェンジ                             | ベルクホーフ Berkhof                                                                      | --                              | ニーダーザクセン州                  |
| 52                         | インターチェンジ                             | メレンドルフ Mellendorf                                                                   | --                              | ニーダーザクセン州                  |
| 53                         | ジャンクション                               | ハノーファー＝北分岐点 Dreieck Hannover-Nord                                              | アウトバーン 352                | ニーダーザクセン州                  |
| 54                         | インターチェンジ                             | グロースブルクヴェーデル Großburgwedel                                                    | --                              | ニーダーザクセン州                  |
| 55                         | インターチェンジ                             | アルトヴァルンビューヒェン Altwarmbüchen                                                  | --                              | ニーダーザクセン州                  |
| 56                         | ジャンクション                               | ハノーファー/キルヒホルスト交差点 Kreuz Hannover/Kirchhorst                               | アウトバーン 37                 | ニーダーザクセン州                  |
| 57                         | ジャンクション                               | ハノーファー＝東交差点 Kreuz Hannover-Ost                                                 | アウトバーン 2                  | ニーダーザクセン州                  |
| 58                         | アウトバーン規格の連邦道路とのジャンクション | ハノーファー＝アンデルテン Hannover-Anderten                                              | 連邦道路65号線                  | ニーダーザクセン州                  |
| 59                         | インターチェンジ                             | ラーツェン Laatzen                                                                        | 連邦道路443号線                 | ニーダーザクセン州                  |
| 60                         | ジャンクション                               | ハノーファー＝南分岐点 Dreieck Hannover-Süd                                               | アウトバーン 37                 | ニーダーザクセン州                  |
| 61                         | インターチェンジ                             | ヒルデスハイム＝ドリスペントュテット Hildesheim-Drispenstedt                              | 連邦道路494号線                 | ニーダーザクセン州                  |
| 62                         | アウトバーン規格の連邦道路とのジャンクション | ヒルデスハイム Hildesheim                                                                 | 連邦道路1号線                   | ニーダーザクセン州                  |
| 63                         | インターチェンジ                             | デルネブルク/ザルツギッター Derneburg / Salzgitter                                        | 連邦道路6号線                   | ニーダーザクセン州                  |
| 64                         | ジャンクション                               | ザルツギッター分岐点 Dreieck Salzgitter                                                   | アウトバーン 39                 | ニーダーザクセン州                  |
| 65                         | インターチェンジ                             | ボケーネム Bockenem                                                                       | 連邦道路243a号線                | ニーダーザクセン州                  |
| 66                         | インターチェンジ                             | リューデン Rhüden                                                                         | 連邦道路82号線                  | ニーダーザクセン州                  |
| 67                         | インターチェンジ                             | ゼーゼン Seesen                                                                           | 連邦道路243号線 連邦道路248号線 | ニーダーザクセン州                  |
| 68                         | インターチェンジ                             | エヒテ Echte                                                                              | 連邦道路445号線                 | ニーダーザクセン州                  |
| 69                         | インターチェンジ                             | ノルトハイム＝北 Northeim-Nord                                                            | 連邦道路3号線                   | ニーダーザクセン州                  |
| 70                         | インターチェンジ                             | ノルトハイム＝西 Northeim-West                                                            | 連邦道路241号線                 | ニーダーザクセン州                  |
| 71                         | インターチェンジ                             | ネルテン＝ハルデンベルク Nörten-Hardenberg                                                | 連邦道路446号線                 | ニーダーザクセン州                  |
| 72                         | インターチェンジ                             | ゲッティンゲン＝北 Göttingen-Nord                                                         | 連邦道路27号線                  | ニーダーザクセン州                  |
| 73                         | インターチェンジ                             | ゲッティンゲン Göttingen                                                                  | 連邦道路3号線                   | ニーダーザクセン州                  |
| 74                         | ジャンクション                               | ドラメタール分岐点 Dreieck Drammetal                                                      | アウトバーン 38                 | ニーダーザクセン州                  |
| 75                         | インターチェンジ                             | ハン・ミュンデン＝ヘードミュンデン Hann. Münden-Hedemünden                                | --                              | ニーダーザクセン州                  |
| 76                         | インターチェンジ                             | ハン・ミュンデン/シュタウフェベルク＝ルッターベルク Hann. Münden / Staufenberg-Lutterberg | 連邦道路496号線                 | ニーダーザクセン州                  |
| 77                         | インターチェンジ                             | カッセル＝北 Kassel-Nord                                                                  | --                              | ヘッセン州                          |
| 78                         | インターチェンジ                             | カッセル＝東 Kassel-Ost                                                                   | 連邦道路7号線                   | ヘッセン州                          |
| 79                         | ジャンクション                               | カッセル＝中央交差点 Kreuz Kassel-Mitte                                                   | アウトバーン 49                 | ヘッセン州                          |
| 80                         | ジャンクション                               | カッセル＝南分岐点 Dreieck Kassel-Süd                                                     | アウトバーン 44                 | ヘッセン州                          |
| 81                         | インターチェンジ                             | グックスハーゲン Guxhagen                                                                 | 連邦道路83号線                  | ヘッセン州                          |
| 82                         | インターチェンジ                             | メルズンゲン Melsungen                                                                    | 連邦道路253号線                 | ヘッセン州                          |
| 83                         | インターチェンジ                             | マルスフェルト Malsfeld                                                                   | --                              | ヘッセン州                          |
| 84                         | インターチェンジ                             | ホンベルク（エフツェ） Homberg (Efze)                                                     | 連邦道路323号線                 | ヘッセン州                          |
| 85                         | インターチェンジ                             | バート・ヘルスフェルト＝西 Bad Hersfeld-West                                              | 連邦道路324号線                 | ヘッセン州                          |
| 86                         | ジャンクション                               | キルヒハイム分岐点 Kirchheimer Dreieck                                                    | アウトバーン 4                  | ヘッセン州                          |
| 87                         | インターチェンジ                             | キルヒハイム Kirchheim                                                                    | 連邦道路454号線                 | ヘッセン州                          |
| 88                         | ジャンクション                               | ハッテンバッハ分岐点 Hattenbacher Dreieck                                                 | アウトバーン 5                  | ヘッセン州                          |
| 89                         | インターチェンジ                             | ニーダーアウラ Niederaula                                                                 | 連邦道路62号線                  | ヘッセン州                          |
| 90                         | インターチェンジ                             | ヒューンフェルト/シュリッツ Hünfeld / Schlitz                                             | --                              | ヘッセン州                          |
| 91                         | インターチェンジ                             | フルダ＝北 Fulda-Nord                                                                     | 連邦道路27号線                  | ヘッセン州                          |
| 92                         | インターチェンジ                             | フルダ＝中央 Fulda-Mitte                                                                  | 連邦道路458号線                 | ヘッセン州                          |
| 93                         | ジャンクション                               | フルダ分岐点 Dreieck Fulda                                                                | アウトバーン 66                 | ヘッセン州                          |
| 94                         | インターチェンジ                             | バート・フリュッケナウ＝フォルカース Bad Brückenau-Volkers                                | 連邦道路286号線                 | バイエルン州                        |
| 95                         | インターチェンジ                             | バート・フリュッケナウ/ヴィルトフレッケン Bad Brückenau / Wildflecken                     | 連邦道路286号線                 | バイエルン州                        |
| 96                         | インターチェンジ                             | バート・キッシンゲン/オーバートゥルバ Bad Kissingen / Oberthulba                          | --                              | バイエルン州                        |
| 97                         | インターチェンジ                             | ハメルブルク Hammelburg                                                                   | 連邦道路287号線                 | バイエルン州                        |
| 98                         | インターチェンジ                             | ヴァッサーローゼン Wasserlosen                                                            | 連邦道路303号線                 | バイエルン州                        |
| 99                         | ジャンクション                               | シュヴァインフルト/ヴェルネック交差点 Kreuz Schweinfurt/Werneck                           | アウトバーン 70 連邦道路26a号線 | バイエルン州                        |
| 100                        | インターチェンジ                             | グラームシュッツァー・ヴァルト Gramschatzer Wald                                          | --                              | バイエルン州                        |
| 101                        | アウトバーン規格の連邦道路とのジャンクション | ヴュルツブルク/エステンフェルト Würzburg / Estenfeld                                      | 連邦道路19号線                  | バイエルン州                        |
| 102                        | ジャンクション                               | ビーベルリート交差点 Kreuz Bibelried                                                      | アウトバーン 3                  | バイエルン州                        |
| 103                        | インターチェンジ                             | キッツィンゲン Kitzingen                                                                  | 連邦道路8号線                   | バイエルン州                        |
| 104                        | インターチェンジ                             | マルクトブライト Marktbreit                                                               | --                              | バイエルン州                        |
| 105                        | インターチェンジ                             | ゴルホーフェン Gollhofen                                                                  | 連邦道路13号線                  | バイエルン州                        |
| 106                        | インターチェンジ                             | ウッフェンハイム/ランゲンシュタイナッハ Uffenheim / Langensteinach                        | --                              | バイエルン州                        |
| 107                        | インターチェンジ                             | バート・ヴィンツハイム Bad Windsheim                                                      | 連邦道路470号線                 | バイエルン州                        |
| 108                        | インターチェンジ                             | ローテンブルク・オプ・デア・タウバー Rothenburg ob der Tauber                             | --                              | バイエルン州                        |
| 109                        | インターチェンジ                             | ヴェルニッツ Wörnitz                                                                      | --                              | バイエルン州                        |
| 110                        | ジャンクション                               | フォイヒトヴァンゲン/クライルスハイム交差点 Kreuz Feuchtwangen/Crailsheim                 | アウトバーン 6                  | バイエルン州                        |
| 111                        | インターチェンジ                             | フォイヒトヴァンゲン＝西 Feuchtwangen-West                                                | --                              | バイエルン州                        |
| 112                        | インターチェンジ                             | ディンゲルスビュール/フィッヒテナウ Dinkelsbühl / Fichtenau                               | --                              | バーデン＝ ヴュルテンベルク州       |
| 113                        | インターチェンジ                             | エルヴァンゲン Ellwangen                                                                  | --                              | バーデン＝ ヴュルテンベルク州       |
| 114                        | インターチェンジ                             | アーレン/ヴェストハウゼン Aalen / Westhausen                                              | 連邦道路29号線                  | バーデン＝ ヴュルテンベルク州       |
| 115                        | インターチェンジ                             | アーレン/オーバーコッヘン Aalen / Oberkochen                                              | --                              | バーデン＝ ヴュルテンベルク州       |
| 116                        | インターチェンジ                             | ハイデンハイム Heidenheim                                                                 | 連邦道路466a号線                | バーデン＝ ヴュルテンベルク州       |
| 117                        | インターチェンジ                             | ギーンゲン/ヘルブレッヒティンゲン Giengen / Herbrechtingen                                | 連邦道路19号線 連邦道路492号線  | バーデン＝ ヴュルテンベルク州       |
| 118                        | インターチェンジ                             | ニーダーシュトッツィンゲン Niederstotzingen                                               | --                              | バーデン＝ ヴュルテンベルク州       |
| 119                        | インターチェンジ                             | ランゲナウ Langenau                                                                       | --                              | バーデン＝ ヴュルテンベルク州       |
| 120                        | ジャンクション                               | ウルム/エルヒンゲン交差点 Kreuz Ulm/Elchingen                                             | アウトバーン 8                  | バイエルン州                        |
| 121                        | インターチェンジ                             | ネルジンゲン Nersingen                                                                    | 連邦道路10号線                  | バイエルン州                        |
| 122                        | アウトバーン規格の連邦道路とのジャンクション | ヒッティシュテッテン分岐点 Dreieck Hittistetten                                           | 連邦道路28号線                  | バイエルン州                        |
| 123                        | インターチェンジ                             | フェーリンゲン Vöhringen                                                                  | --                              | バイエルン州                        |
| 124                        | インターチェンジ                             | イラーティッセン Illertissen                                                              | --                              | バイエルン州                        |
| 125                        | インターチェンジ                             | アルテンシュタット Altenstadt                                                             | --                              | バイエルン州                        |
| 126                        | インターチェンジ                             | デッティンゲン・アン・デア・イラー Dettingen a. d. Iller                                  | --                              | バーデン＝ ヴュルテンベルク州       |
| 127                        | インターチェンジ                             | ベルクハイム Berkheim                                                                     | 連邦道路300号線 連邦道路312号線 | バーデン＝ ヴュルテンベルク州       |
| 128                        | ジャンクション                               | メミンゲン交差点 Kreuz Memmingen                                                          | アウトバーン 96                 | バイエルン州                        |
| 129                        | インターチェンジ                             | メミンゲン＝南 Memmingen-Süd                                                              | --                              | バイエルン州                        |
| 130                        | インターチェンジ                             | ヴォーリンゲン Woringen                                                                   | --                              | バイエルン州                        |
| 131                        | インターチェンジ                             | バート・グレーネンバッハ Bad Grönenbach                                                   | --                              | バイエルン州                        |
| 132                        | インターチェンジ                             | ディートマンスリート Dietmannsried                                                        | --                              | バイエルン州                        |
| 133                        | インターチェンジ                             | ケンプテン＝ロイバス Kempten-Leubas                                                       | 連邦道路19号線                  | バイエルン州                        |
| 134                        | アウトバーン規格の連邦道路とのジャンクション | ケンプテン Kempten                                                                        | 連邦道路12号線                  | バイエルン州                        |
| 135                        | インターチェンジ                             | ベッツィガウ Betzigau                                                                     | --                              | バイエルン州                        |
| 136                        | ジャンクション                               | アルゴイ分岐点 Dreieck Allgäu                                                             | アウトバーン 980                | バイエルン州                        |
| 137                        | インターチェンジ                             | オイ＝ミッテルベルク Oy-Mittelberg                                                        | 連邦道路310号線                 | バイエルン州                        |
| 138                        | インターチェンジ                             | ネッセルヴァンク Nesselwang                                                               | --                              | バイエルン州                        |
| 139                        | インターチェンジ                             | フュッセン Füssen                                                                         | 連邦道路310号線                 | バイエルン州                        |
| 140                        | 欧州連合内国境                               | フュッセン/フィルス国境通過点 Grenzübergang Füssen/Vils                                   | ロイッテ、フェルンパス峠方面    | バイエルン州                        |